# Matti Väisänen (politiker)
Matti Väisänen, född 25 februari 1887 i Kaavi, död 24 april 1939, var en finsk fackföreningsman och politiker. Han valde den röda sidan i finska inbördeskriget 1918 och efter de rödas nederlag flydde han till Sovjet-Ryssland, men återvände till Finland 1919. Åren 1920-1923 var han ordförande för Finska landsorganisationen. Väisänen var riksdagsledamot för Finlands socialistiska arbetarparti (SSTP) från den 5 september till den 20 december 1922, då han förlorade sin riksdagsplats. Han dömdes till fängelse för uppvigling 1923. Han satt fortfarande i fängelse när han under presidentvalet 1925 var presidentkandidat för Socialistiska arbetar- och småbrukarförbundet, som erhöll 6,6 % av rösterna och 16 elektorer.